# 小琉球三隆宮
22°20′48″N 120°22′37″E / 22.346763°N 120.376818°E
小琉球三隆宮，是位於臺灣屏東縣琉球鄉的王爺廟，與小琉球碧雲寺同為島上的兩大公廟，亦是小琉球迎王平安祭典的主辦廟宇。

## 沿革
傳說乾隆初年，由閩省鯉城上詩穎川族人氏陳明山帶池、吳、朱三府王爺的香火來此，初建草廟於碧雲寺左側地方，即旭光發電廠之原址。
臺灣日治時期的官方文件，對於此廟建立年份說法有不同說法。收錄於《臺灣總督府公文類纂》1898年11月16日陳報民政長官後藤新平的〈前鳳山縣轄內社寺、廟宇、教務所等數量及布教狀況等調查書〉，此廟三隆宮興建於同治七年（1868年），初稱「王爺廟」。依1927年《琉球庄管內狀況一覽》所載，光緒十七年（1891年）庄民一同出金建設三山國王廟，1925年整建，至1926年竣工。1928年再度改築，並改稱「三隆宮」。
1961年，改瓦廟。1982年增建。

## 迎王
昔日，崁頂鄉、南州鄉、琉球鄉、林邊鄉皆屬於東港東隆宮的庄頭廟區域。琉球三隆宮原為東港東隆宮第三角，照例負責三千歲神轎。隨社會變遷、移民拓墾人口增加，地方經濟情況改善等緣故，這些庄頭廟區域逐漸退出東隆宮的刈香集團，獨自建立起自己區域的刈香集團。成功者為南州鄉與琉球鄉，發展出具地方特色的刈香活動；崁頂鄉因於地方資源缺乏，主事者人單力薄，舉辦三次繞境活動之後便中斷。
與碧雲寺同為島上的兩大公廟的三隆宮，在1925年獨立舉行每三年的迎王，其儀式分為以下階段：籌備階段（擇日）→中軍府安座→造王船→王船進水→進表→設置代天府→王醮法會→遶巡海島→請王→出巡四角頭→迎王船→宴王→送王。在2010年5月6日以「小琉球三隆宮迎王平安祭典」之名列為屏東縣文化資產。

### 迎王前
主事者皆以擲筊方式選定：大總理一名、副總理各角頭一名、理事各村一名、參事各村一名，迎王祭典事務委由大總理統籌辦理。不似東隆宮的典委員會中有世襲傳承。迎王確切日期也由擲筊決定。如2015年，是在農曆元月十八日擲筊，確定在農曆九月三十請水，十月六日送王。
1981年5月6日，台南縣無極混元玄樞院施放名為「混元法舟」的小船，後來漂流到小琉球被鄉民徐有乾發現，於同年6月1日被三隆宮安祀在廟殿。此後廟方以此為正統依據，開始自建王船。
過去小琉球人沒有王船，必須到東港參加迎王，1985年開始，三隆宮自建王船。如2015年的乙未正科迎王平安祭典，當地超過50位造船師傅從5月20日開始建造長16尺2吋、寬4尺8吋的王船，歷時兩個月又十天。
完工後會進行開光儀式，除去王船建造時的支架的行為稱為「斬龍根」。再來於船身象徵性潑水、揚帆，完成進水典禮後，廟方會依照往例準備糖果，播灑給台下民眾。儀式上的四座高台為象徵小琉球四個角頭，祈求被捕的魚群能像台下民眾般群聚。
要迎王時，平常在外地工作讀書的鄉民會回島參與，開門營業的店家變少，小琉球總動員分工，有些職務還是代代相傳。琉球鄉長陳隆進表示琉球鄉迎王遠比過年熱鬧。

### 小琉球四角頭與村落轎班
四角頭
- 白沙尾角（白沙尾福泉宮）
- 大寮角（大福福安宮）
- 天台角（天南福安宮）
- 衫板路角（上衫福安宮）

各村落負責轎班
- 中福村、漁福村（大千歲）
- 南福村（二千歲）
- 天福村（三千歲）
- 本福村（四千歲）
- 上福村（五千歲）
- 大福村（三隆宮）（先鋒）
- 衫福村（中軍府）

### 迎王第一日

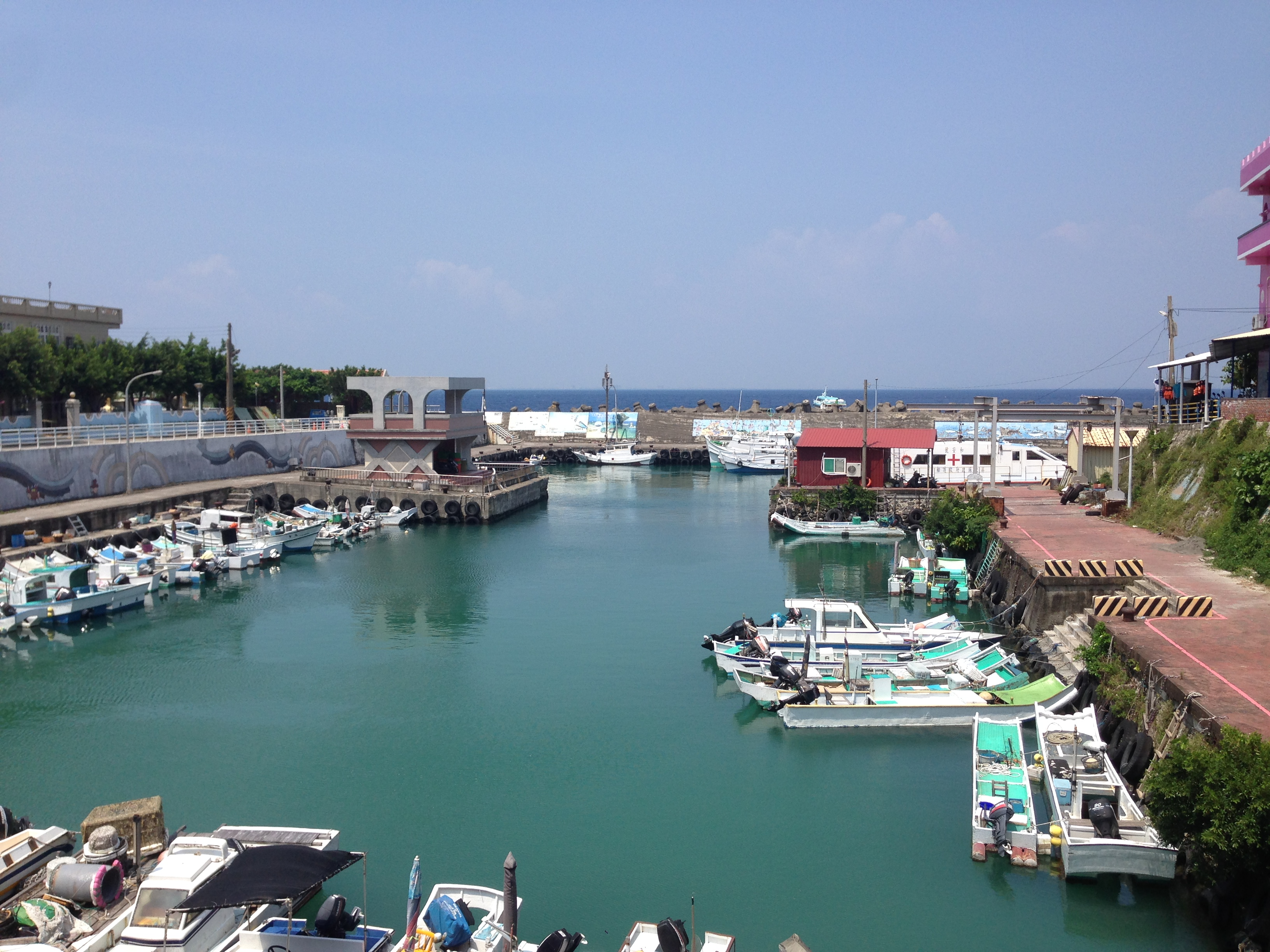
白沙尾港

迎王第一日上午先舉行海上遶境。神轎隊伍搭乘由事前擲筊決定的漁船，分別從白沙尾港、大福漁港出發，順時鐘繞小琉球一圈。過程中，岸上會有信徒揮手或放炮相呼應，船行經過自己角頭時會特別大放鞭炮。參加的漁船則不得逾越「頭旗」，以及不得跟在三府千歲後頭，最後再回到白沙港，稱為「巡港腳」。其目的為驅除島嶼海域四周之厄煞，保佑漁船出航平安、滿載盈歸。
從東港發船回小琉球的客輪就是唯一的交通方式，這時若遇上「逡港腳」可能會導致漁船、客輪塞船。琉球碼頭就會有兩人一組的工作人員，兩人各寫著「停」紅牌及「開」綠牌的標誌，另一人則是拿綠旗指揮，以讓船隻知道能通行與否，依序進入。
下午在中澳沙灘舉行「請水儀式」，又稱「請王儀式」。當地婦女會依傳統習俗用「天籃」挑祭品放於沙灘，俗稱「犒軍」。廟方準備五味碗作供品。所有參與迎王的神轎隊健也都會進合於此。道長於請王台上進行請神安營法會，並為王令開光。轎班陸續步入海中恭請王駕。每間廟宇神轎都可以起乩，上「請水台」以附乩扶筆方式，於香盤上寫出當科大千歲可能的姓氏，稱為「報銜頭」。當科大千歲姓氏被確認後，會在「奉玉旨代天巡狩○王駕」的帥旗上寫下其姓氏，隨即嗚炮詔告四境，並迎請大千歲駕回三隆宮。

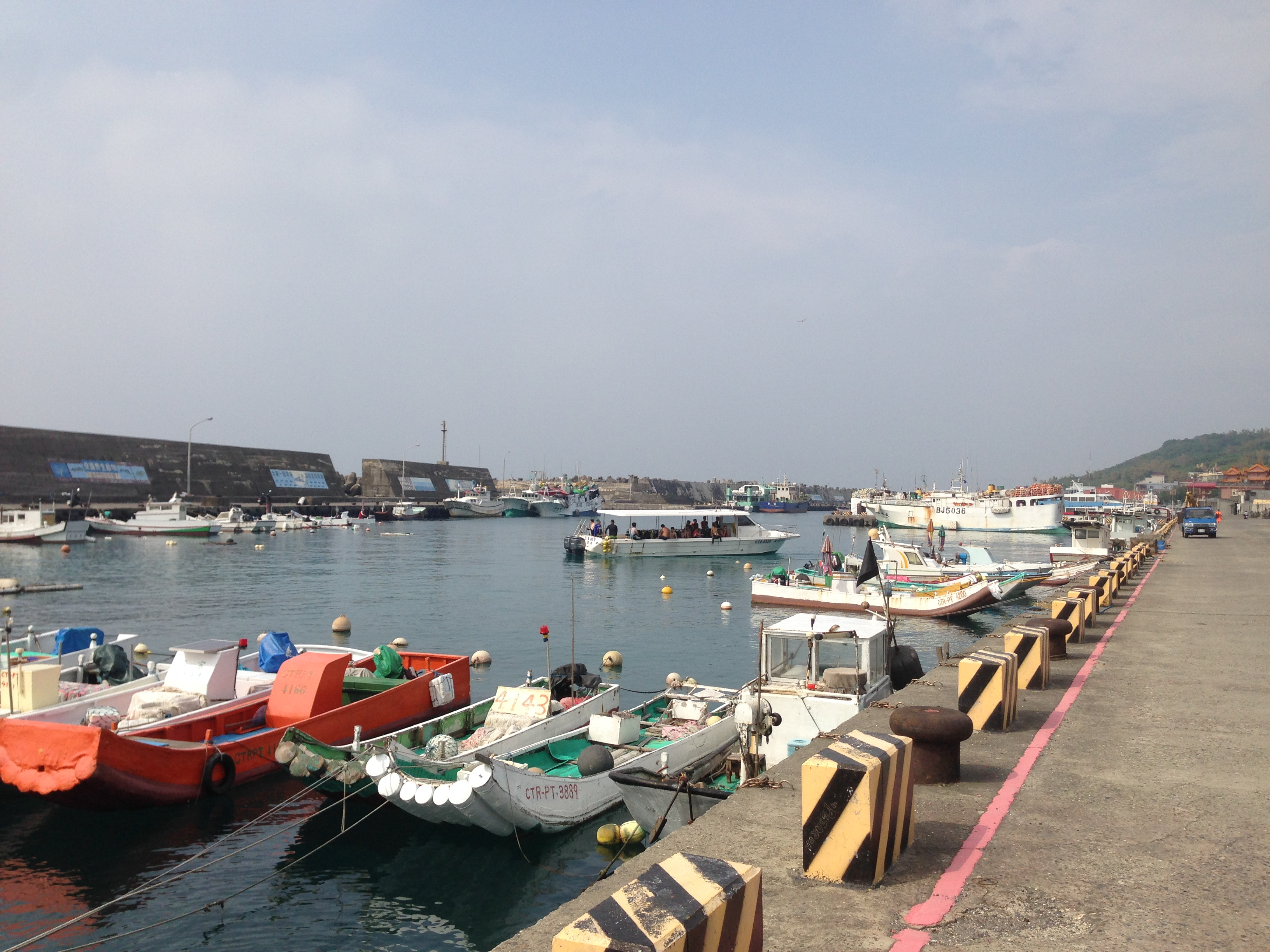
大福漁港

晚上舉行過火。部分神轎回自己廟宇進行外，大千歲、二千歲、三千歲、四千歲及五千歲、四角頭土地公及先鋒府與中軍府的神轎，都會在三隆宮前進行過「五王火」的潔淨儀式，為木材分成五堆。碧雲寺的觀音媽則是會在碧雲寺進行過火，過火以島上的相思樹為材料，有分有灑鹽的「熟火」與不灑鹽的「生火」兩種。三隆宮過的火是「熟火」；而碧雲寺過的火是「生火」。過火完畢，千歲爺入廟安座時，在過火的場地，道長必須關火門，收回五營兵馬，過火儀式即告結束。

### 迎王第二到六日
此繞境以三隆宮為主體，由四角頭、八個村組成，分別為大福村的大寮角、天福村與南福村的天台角、杉福村與上福村的杉板路角、本福村與中福村還有漁福村的白沙尾角。遶境時常常因為求助於大千歲的鄉民太多，而耽擱到遶境行程，所以事前會以四角頭的土地公廟為「府衙」，接受村民事前預約。
大寮福安宮、天南福安宮、上杉福安宮、白沙尾福泉宮，這四座身為角頭廟的土地公廟是迎王遶境的休息之處，其土地神亦作為該角頭的領隊神。小琉球的信仰與臺灣本島有差異，在該島的信仰上，這四位土地神其位階僅低於最高的碧雲寺觀音佛祖、次高的三隆宮三府王爺。作為海神的媽祖在此海島反而不被重視，多半只是配祀。
期間，島上餐廳正常營業的少，遶境隊伍所經之處家家戶戶都會準備飲料、點心供遶境人員與遊客自行取用（提醒不可打包），也就是「遊府吃府、遊縣吃縣。」
參加隊伍與各角頭神輿先集合於三隆宮出發，舉行為期四日的角頭繞境，一日到四日分別為大寮角頭、天台角頭、杉板路角頭、白沙尾角。在遶經四角頭時，當晚回到三隆宮行禮後，即返還各自廟宇，隔日一早再回到三隆宮集結後，再繼續當日的遶境行程，不似東隆宮的迎王繞境隊伍每晚入廟。

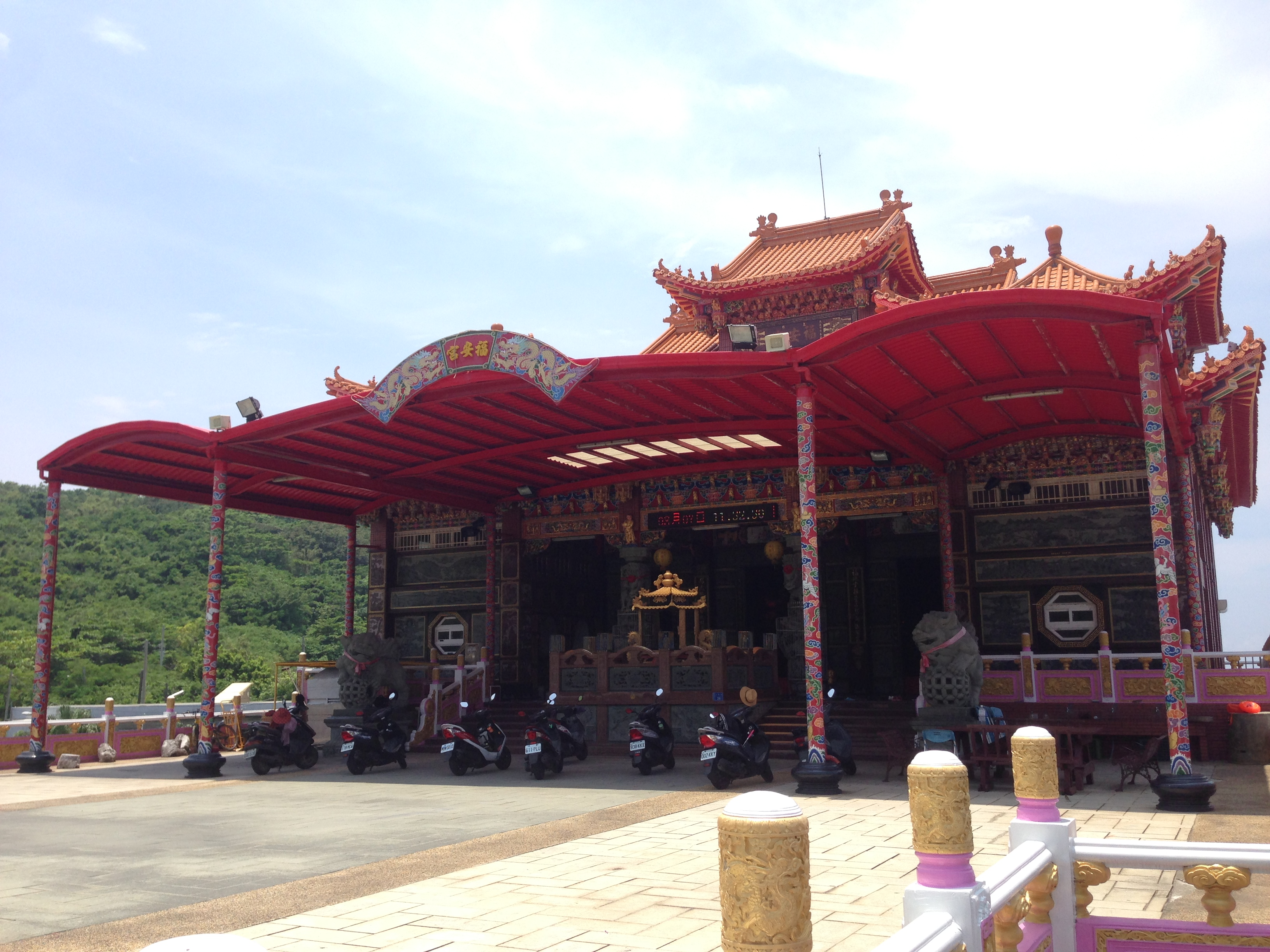
上杉福安宮

角頭遶境結束後次日，轎班人員將王船從王船廠遷出，繞行全鄉，以沿途收煞驅瘟，亦能讓鄉民們頂香膜拜。王船在遶行全鄉一周後，下午會再回到三隆宮前的廣場，該晚由道士進行「和瘟押煞」儀式。

### 迎王第七日
迎王最後一天的凌晨，道士團舉行「拍船醮」科儀，為王船「點艙」及「開水路」後啟行出發直抵中澳沙灘，舉行最後的送王儀式，也就是俗稱的「燒王船」。當王船拖抵中澳沙灘後，鄉民們將金紙、天庫、替身等搬至王船四周堆置。一切就緒後，大總理將王令請上王船，王爺神轎、頭筆與觀音媽神轎、手輦則全程在旁巡視，待時辰一到鞭炮響起，開始火化王船。送駕禮畢的陣頭回三隆宮解散，祭典到此落幕。

## 外部連結
- 小琉球三隆宮的Facebook專頁
- 官方网站
- 微笑台灣：迎王祭典，把我跟故鄉緊密的連結在一起 （页面存档备份，存于）